# Billy Jack Haynes
Pour les articles homonymes, voir Haynes.
William Albert Haynes, III (né le 10 juillet 1953 à Portland) est un catcheur (lutteur professionnel) mieux connu sous le nom de ring de Billy Jack Haynes.

## Jeunesse
William Albert Haynes déclare avoir eu une enfance difficile. D'après ses dires, des adultes ont abusés de lui dés ses quatre ans. Sa mère meurt quand il a 16 ans. Il fait de la boxe et du culturisme,. Comme boxeur, il déclare avoir été sparring-partner et a fait quelques matchs sur Portland. Comme culturiste, il participe notamment au concours de Mr Pacific Coast en 1982 où il se termine second.

## Carrière

### Début de carrière (1982-1984)
Alors qu'il s'entraîne dans une salle de sport de Portland, Haynes rencontre le catcheur Dutch Savage (en). Savage lui conseille de devenir catcheur et Haynes rencontre Don Owen, le promoteur de la Pacific Northwest Wrestling (en) (PNW),. Owen l'invite à aller à Calgary pour s'entraîner auprès de Stu Hart,. Il fait ses débuts à la Stampede Wrestling sous le nom de Billy Jack avant de retourner à Portland lutter à la PNW. Il y fait équipe avec Stan Stasiak et ils remportent le championnat par équipes du Pacific Northwest de la National Wrestling Alliance le 12 décembre 1982. Leur règne est assez court puisqu'il prend fin le 1er janvier 1983 après leur défaite face à Rip Oliver (en) et The Assassin.
Au début de l'année 1983, il entame une rivalité avec Rip Oliver qui va notamment donner lieu à un match en cage entre les deux catcheurs.

### Championship Wrestling de la Floride et Pacific Northwest Wrestling (1984-1986)
Il rivalisait largement avec Rip Oliver jusqu'en 1984, quand il a eu une brève course en Championship Wrestling de la Floride, puis une course en World Class Championship Wrestling en 1985. Il a commencé à partager son temps entre Portland Wrestling et la FCF et a lutté avec son partenaire Wahoo McDaniel dans le National Wrestling Alliance l 'Jim Crockett Promotions où ils rivalisait avec Ole et Arn Anderson. Il avait juste commencé une feud avec Le Barbare sur qui était le plus fort l'homme dans le territoire où il a brusquement quitté la société après une confrontation avec Jim Crockett, dans son bureau qui est devenu physique.

### World Wrestling Federation (1986-1988)
En 1986, Haynes allé à la World Wrestling Federation et rivalisait avec Randy Savage sur le titre Intercontinental, puis avec Hercules Hernandez plus qui était plus fort, plus musclé, et qui avait une meilleure version de la Full Nelson (leur manœuvre mutuelle de finition). Leur inimitié à la WWF a culminé avec ce qui était surnommé "La Bataille de la Nelsons complet" à WrestleMania III, où les deux hommes se battaient pour un double count-out. Après la cloche, Hercules a utilisé sa chaîne de marque au sanglante Haynes. Dans les mois à suivre, les deux ont eu une série de "matches de la chaîne», où ils étaient attachés au poignet par une longue chaîne qui pourrait également être utilisé comme une arme pendant le match. Haynes tard équipe avec Ken Patera pour feud avec Démolition après un match de télévision où Démolition laissé Haynes, Patera, et Brady Boone (qui a joué cousin, Haynes) battus et fixant sur le ring. Départ Haynes de la WWF a été un sujet de controverse compte tenu des changements dramatiques dans l'histoire à chaque fois que Haynes raconte. Dans une version, il dit qu'il quitte la WWF après avoir refusé de faire un Job d'emploi. Dans sa ville natale de Portland, Oregon. Un autre récit du même incident rapporté qu'il a effectivement lutté le match avec la finition retravaillée puis congédié par la suite. Enfin, dans une interview à tirer, Haynes affirme le WWF a voulu lui faire perdre le match tag à Portland, mais quand il a dit non, le WWF l'a congédié.

### Autres promotions Wrestling (1988-1996)
Haynes est retourné à l'Oregon en 1988 et a lutté dans leurs indépendants, y compris la formation de son propre promotion, de l'Oregon Wrestling Federation. Dans le début des années 1990, il ne montre plusieurs Herb Abrams 'Universal Wrestling Federation, où ils ont construit une autre querelle entre le fort de Haynes et Ken Patera. Haynes retourné à l'grandes promotions quand il est apparu sous un masque de World Championship Wrestling comme sang noir dans Kevin Sullivan 's stables. Il a rapidement quitté la WCW, après une grave blessure au genou. Après un an et demi de rehabbing, il est retourné vers le territoire Nord-Ouest Pacifique où il a été un talon ce moment et rivalisait avec Babyface page Steve Doll. Il s'est prononcé contre Vince McMahon et le WWF en 1992 lorsque McMahon a été inculpé de stéroïdes, et a déclaré que les conditions de travail étaient terribles et sur la façon impitoyable McMahon était. Il a montré jusqu'à la prochaine dans la United States Wrestling Association en 1995 et se retira au début de 1996.
À la suite de sa carrière, il a intenté un procès contre la WWE, car il affirme que l’organisation maltraitait les catcheurs en ayant nié et dissimulé les recherches médicales sur de nombreux traumatismes cérébraux subis.

## Vie personnelle
Haynes a été brièvement marié à Jeannie Clark, qui est originaire de Angleterre, dans le but pour elle de continuer à travailler aux États-Unis. Haynes a épousé sa troisième femme, Meredith Fletcher le 16 avril 2008.
Haynes a fini dans un hôpital où il a été attaqué devant un magasin du corps sur la route du Sud-Est Foster à Portland. Cela était dû à l'écrémage Haynes sur le haut tout en étant une mulet dans un marijuana trafic opération il y a quelques années après avoir découvert qu'il était étant sous-payés et menti. À l'insu de lui, il était le transport de cocaïne et non la marijuana. Haynes lui-même admis la motivation derrière l'attaque de son personne depuis le statut des limitations sur les lois qu'il a éclaté était épuisé.
En 2009, lors d'une entrevue tirer avec vidéo RF, Haynes a critiqué Vince McMahon pour la mort de plusieurs lutteurs de la WWE. Il est allé aussi loin que de blâmer McMahon pour le suicide de Chris Benoit et affirmant que Daniel Benoit était en réalité le fils de McMahon, causant Benoit à commettre les crimes après avoir fait la découverte. Il prétend également avoir contracté la hépatite C de la maladie.
Dans la même année, Haynes a ouvert un restaurant dans sa ville natale de Portland.
Alors âgé de 70 ans, il est arrêté le 28 février 2024 pour le meurtre de son épouse.

### Vie privée
Sa femme Meredith Haynes a donné naissance à leur premier enfant, le fils Preston Jack Haynes, le 9 mai 2009.

## Palmarès et récompense
- Championship Wrestling from Florida
  - NWA Florida Heavyweight Championship (1 fois)
  - NWA United States Tag Team Championship (Florida version) (1 fois) avec Wahoo McDaniel
- Oregon Wrestling Federation
  - OWF Heavyweight Championship (2 fois)
- Pacific Northwest Wrestling
  - NWA Pacific Northwest Heavyweight Championship (5 fois)
  - NWA Pacific Northwest Tag Team Championship (3 fois) avec Stan Stasiak (2) et Ricky Vaughn
- Pro Wrestling Illustrated
  - PWI Most Improved Wrestler of the Year (1984)
- United States Wrestling Association
  - USWA Southern Heavyweight Championship (2 fois)
- World Class Championship Wrestling
  - WCCW Television Championship